# Odonturoides hanangensis
Odonturoides hanangensis är en insektsart som beskrevs av Hemp, C. 2009. Odonturoides hanangensis ingår i släktet Odonturoides och familjen vårtbitare. Inga underarter finns listade i Catalogue of Life.